# 牛深市立深海中学校
牛深市立深海中学校（うしぶかしりつ ふかみちゅうがっこう）は熊本県牛深市（現・天草市）にあった公立中学校。

## 沿革
- 1947年（昭和22年） - 深海村立深海中学校創立。
- 1954年（昭和29年）7月1日 - 牛深市立深海中学校と改称。
- 2005年（平成17年） - 久玉中学校と統合し、牛深市立牛深東中学校となる。